# Boršov nad Vltavou

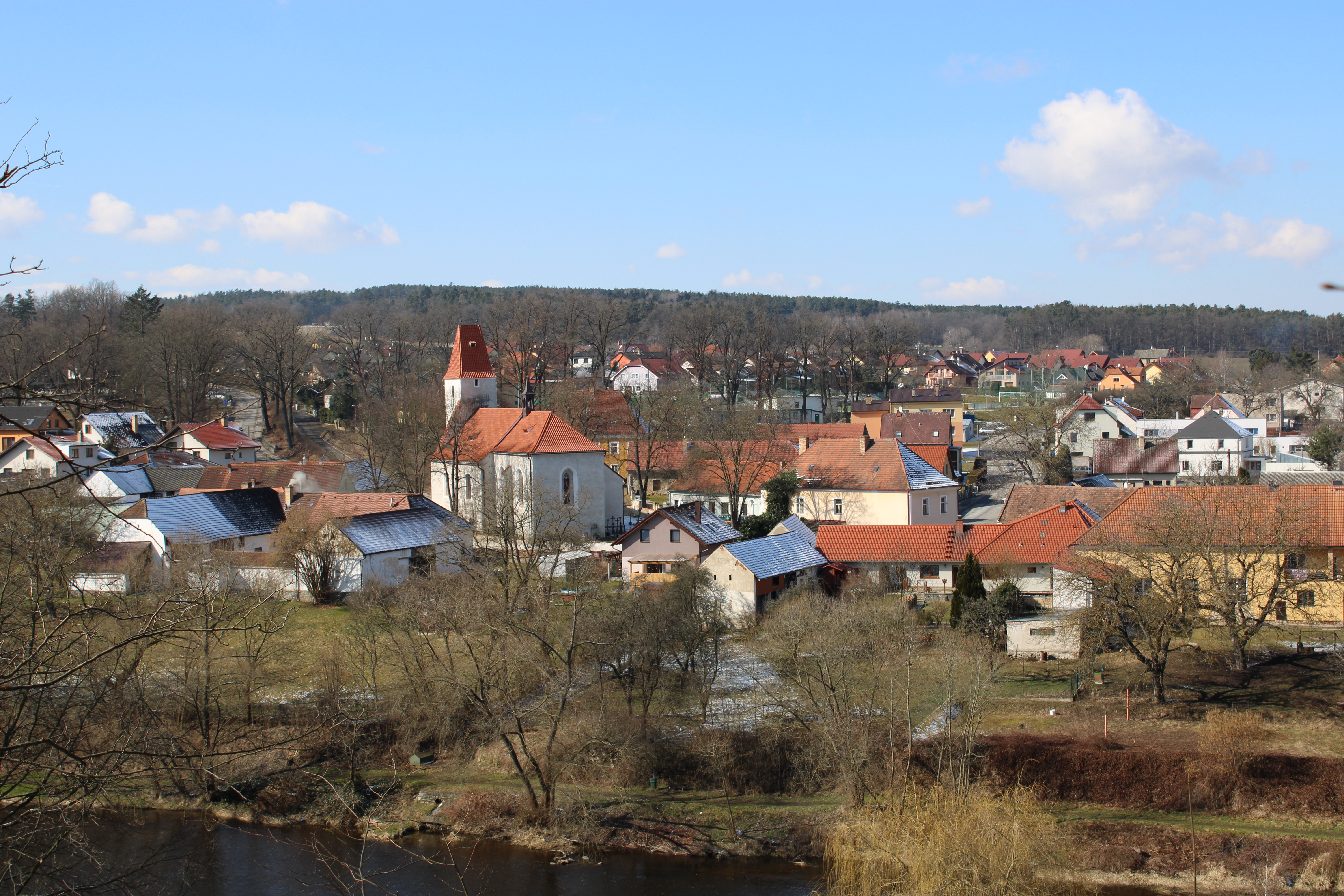
Ortsansicht

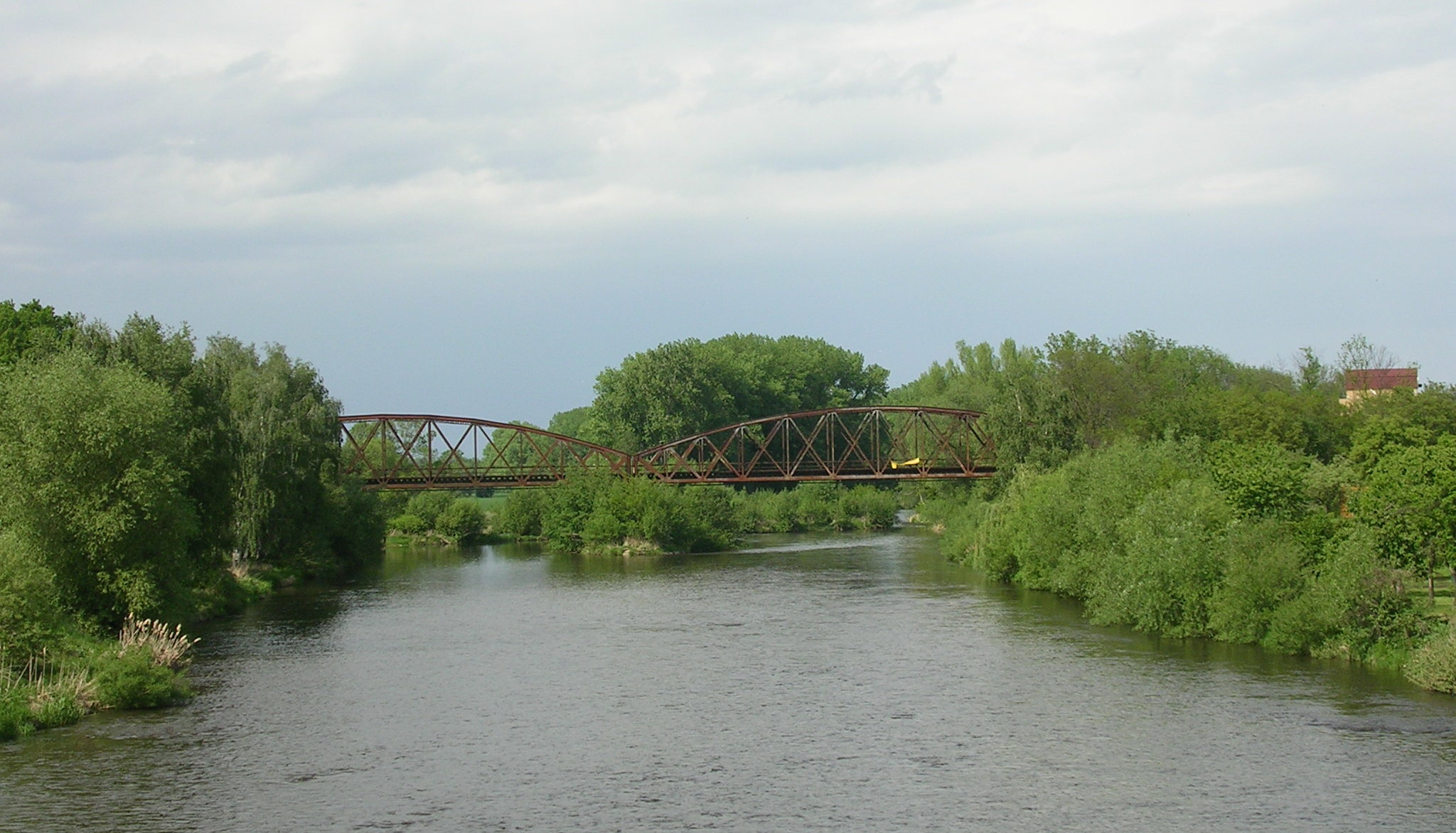
Eisenbahnbrücke über die Moldau

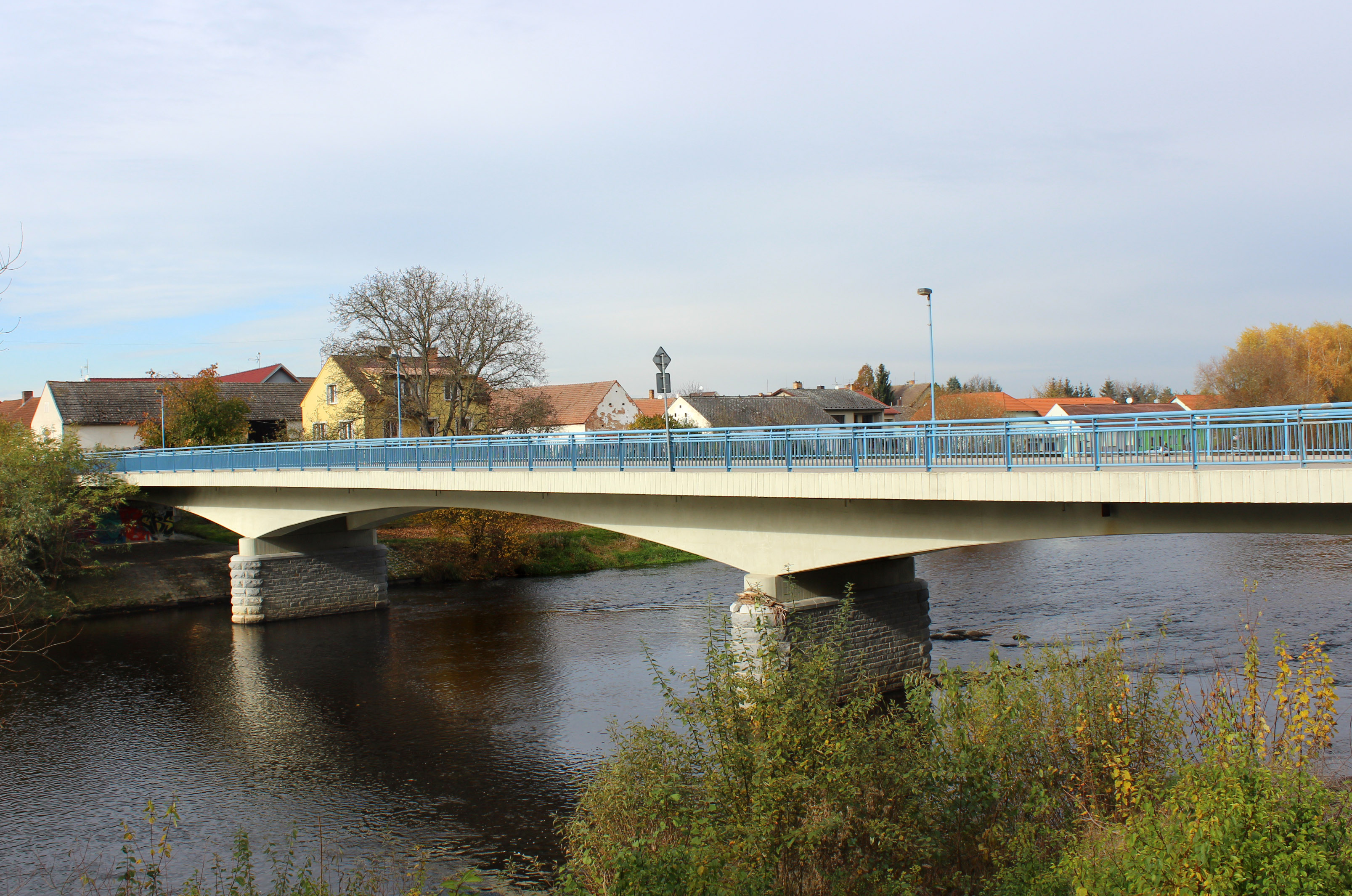
Straßenbrücke über die Moldau nach Poříčí

Boršov nad Vltavou, bis 1950 Boršov (deutsch Payreschau, früher Bareschau) ist eine Gemeinde in Tschechien. Sie liegt sieben Kilometer südwestlich von České Budějovice in Südböhmen und gehört zum Okres České Budějovice.

## Geographie
Boršov nad Vltavou befindet sich am linken Ufer der Moldau am Rande des Budweiser Beckens. Westlich erhebt sich die Bába (500 m). Am nördlichen Ortsausgang verläuft die Bahnstrecke České Budějovice–Černý Kříž, von der eine stillgelegte Anschlussbahn zum Flughafen České Budějovice abzweigt. Nach dem rechts der Moldau gelegenen Ortsteil Poříčí führen eine Straßen- und Eisenbahnbrücke über den Fluss, dort liegt auch der Bahnhof Boršov nad Vltavou. Durch Boršov verläuft zudem die Silnice I/3.
Nachbarorte sind Homole im Norden, Plana im Nordosten, Poříčí im Osten, Sokolov und Na Dolech im Südosten, Kamenný Újezd, Zátkův Mlýn und U Kotka im Süden, Březí und Zahorčice im Südwesten, Rozinka und Koroseky im Westen sowie Černý Dub und Nové Homole im Nordwesten.

## Geschichte
Die erste schriftliche Erwähnung des Ortes erfolgte 1261, als Albertus de Borschowe (Albert z Boršova) bei der Überlassung der Kirche in Veselí nad Lužnicí durch Wok von Rosenberg an das Kloster Hohenfurth als Zeuge auftrat. Anhand des Wappens der Herren von Borschow – eines schrägen Pfeils – wird angenommen, dass sie wie auch die Herren von Újezd und die von Poříčí von den Bavor von Strakonitz abstammten. Nachdem Albertus de Borschowe seinen Sitz nach Strobnitz verlegt hatte, überließ er das Gut Borschow 1290 den Hohenfurther Zisterziensern. Damit gelangte das Gut zugleich unter die weltliche Herrschaft der Herren von Rosenberg auf Krumau. Im Jahre 1422 überfielen die Hussiten unter dem Hauptmann Chval Řepický von Machovice das Kloster Hohenfurth und plünderten danach auch die Kirche in Borschow. Nach Beendigung der Hussitenkriege wurde die Gegend von Räubern heimgesucht, einer der Raubzüge führte ins Pfarrhaus von Boršov. Zum Ende des 15. Jahrhunderts musste das Kloster das Gut wegen finanzieller Nöte an den Schreiber der Herrschaft Rosenberg, Mikuláš von Pelhřimov, verpfänden. Während des Dreißigjährigen Krieges drangen 1620 während der Fronleichnamsfeier ungarische Söldner in die Kirche ein und raubten sie aus, dabei ermordeten sie den Pfarrer und mehrere Leute. Im Jahre 1648 waren nur noch zehn Anwesen bewirtschaftet. Im Zuge der Josephinischen Reformen wurde die unweit der Kirche gestandene Kapelle der hl. Elisabeth abgetragen. Mit der Errichtung der Stiftsherrschaft Hohenfurth wurde Boršov am 28. Februar 1822 auch der weltlichen Herrschaft des Klosters unterstellt. Im Jahre 1840 lebten in den 23 Häusern von Bareschau bzw. Payreschau / Bořow 195 zumeist deutschsprachige Menschen. Bareschau war Pfarrort für die Dörfer Pořitz, Ruden, Černodub (Černý Dub), Hummeln, Plan, Pradsch, Zawratten, Krötzles (Kroclov), Jamles (Jamné), Zahořitz (Zahorčice) und Korosek (Koroseky). Bis zur Mitte des 19. Jahrhunderts blieb das Dorf immer der Stiftsherrschaft Hohenfurth untertänig.
Nach der Aufhebung der Patrimonialherrschaften bildete Boršov / Payreschau ab 1850 eine Gemeinde in der Bezirkshauptmannschaft Budějovice/Budweis. In den 1890er Jahren entstand mit dem Bau der Bahnstrecke Budweis-Krummau die Eisenbahnbrücke über die Moldau. Im Jahre 1913 hatte die Gemeinde 325 Einwohner, darunter 310 Tschechen und 13 Deutsche. Die Straßenbrücke über die Moldau nach Poříčí entstand zwischen 1916 und 1917. Während der deutschen Besetzung wurde 1943 das am gegenüberliegenden Moldauufer gelegene Poříčí eingemeindet, dies wurde nach dem Ende des Zweiten Weltkrieges zunächst wieder aufgehoben. 1949 erfolgte jedoch die erneute Eingemeindung von Poříčí. Im Jahre darauf kam die Gemeinde zum neu gebildeten Okres České Budějovice-okolí und erhielt am 8. August 1950 den Namen Boršov nad Vltavou, der ab dem 1. Juli 1952 auch auf den Ortsteil Boršov übertragen wurde. 1960 wurde die Gemeinde an das städtische Nahverkehrsnetz (MHD) von České Budějovice angeschlossen. Seit Beginn des Jahres 1961 gehört Boršov nad Vltavou zum Okres České Budějovice. Am 1. Juli 1985 wurde die Gemeinde Vrábče mit den Ortsteilen Jamné, Koroseky, Kroclov, Slavče und Zahorčice eingemeindet. Diese lösten sich am 24. November 1990 mit Ausnahme von Jamné und Zahorčice wieder los und bildeten die Gemeinde Vrábče.

## Gemeindegliederung

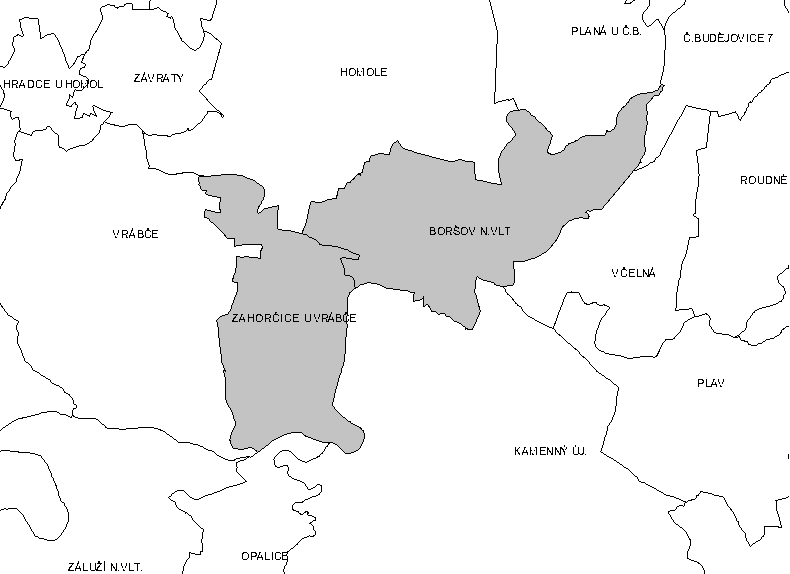
Kataster der Gemeinde

Die Gemeinde Boršov nad Vltavou besteht aus den Ortsteilen Boršov nad Vltavou (Payreschau), Jamné (Jamles), Poříčí (Porschitz) und Zahorčice (Zahortschitz) Grundsiedlungseinheiten sind Boršov nad Vltavou, Jamné, Poříčí, U Včelné, Zahorčice und Zátkův Mlýn.
Boršov nad Vltavou und Poříčí bilden den Katastralbezirk Boršov nad Vltavou, Zahorčice und Jamné den Katastralbezirk Zahorčice u Vrábče.

## Bevölkerungsentwicklung
| Jahr      | 1869 | 1880 | 1890 | 1900 | 1910 | 1921 | 1930 | 1950 | 1961 | 1970 | 1980 | 1991 | 2001 | 2011 | 2021 |
| --------- | ---- | ---- | ---- | ---- | ---- | ---- | ---- | ---- | ---- | ---- | ---- | ---- | ---- | ---- | ---- |
| Einwohner | 723  | 774  | 864  | 886  | 952  | 920  | 963  | 952  | 1135 | 1054 | 995  | 894  | 918  | 1754 | 2042 |

## Sehenswürdigkeiten
- Pfarrkirche Jakobus des Älteren, sie entstand um 1230 als hölzerner Bau und ist seit 1290 nachweislich. Zu Zeiten Mikuláš von Pelhřimov wurde sie 1493–1496 unter Leitung des Baumeisters Linhart von Altenburg neu errichtet.
- Pfarrhaus, erbaut 1790–1791
- Schloss Poříčí im gleichnamigen Ortsteil
- Kapelle des hl. Johannes von Nepomuk in Poříčí, errichtet 1719
- Villa Dračí zámeček in Poříčí, erbaut 1898
- Burgstall, südlich des Dorfes auf einem Felsen über der Moldau; erhalten sind Wallanlagen aus dem 13. Jahrhundert, vermutlich befand sich hier der Sitz der Herren von Borschow.
- Eisenbahnbrücke über die Moldau, Stahlkonstruktion aus den Jahren 1893–1894
- Gedenkstein für Gustav Habrman, nordwestlich des Dorfes in einem Zwetschgengarten
- Gedenkstein für den US-amerikanischen Jagdflieger Raymond F. Reuter, südwestlich des Dorfes an der Straße nach Zahorčice; er wurde am 17. April 1945 mit seiner P-51 „Mustang“ durch Bodenfeuer vom Militärflugplatz Plan abgeschossen und starb in den Trümmern seiner Maschine.